# Lazio TV
Lazio TV è una delle principali televisioni della provincia di Latina. Nacque il 23 maggio 1978.
Con l'avvento del digitale terrestre Lazio TV si è divisa in cinque nuovi canali tematici:
- Lazio TV ROMA, si occupa degli avvenimenti di Roma e del Lazio
- Lazio TV LATINA, si occupa degli avvenimenti della provincia pontina
- Lazio TV FROSINONE, si occupa degli avvenimenti di Frosinone e provincia
- Lazio TV SPORT, dedicato 24h su 24 allo sport
- Lazio TV SHOP, dedicato 24h su 24 allo shopping e ai film

## Redazioni
- Frosinone
- Cassino
- Latina
- Formia
- Terracina
- Roma